# Zawisza Czarny (Schiff, 1902)
Die Zawisza Czarny war ein 1902 gebauter hölzerner Dreimast-Gaffelschoner, den die polnischen Pfadfinder von 1934 bis 1939 zunächst kurz unter dem Namen Harcerz nutzen, bevor er seinen endgültigen Namen erhielt. Von 1902 bis 1934 fuhr er als Petrea bei einer schwedischen Reederei. 1939 von den Deutschen beschlagnahmt und in Schwarzer Husar umbenannt, diente er als Schulschiff in der Kriegsmarine und wurde nach dem Zweiten Weltkrieg abgewrackt.

## Bau und technische Daten
Erbaut wurde der hölzerner Dreimast-Gaffelschoner als reines Segelschiff 1902 auf der Werft von Holm & Gustafsson in Råå, heute ein Stadtteil von Helsingborg in Schweden. Genauere Angaben über Baunummer, Stapellauf oder Indienststellung liegen nicht vor.
Das Schiff vermaß 470 Tonnen bzw. 168 BRT und war über alles 30,98 Meter lang, 8,10 Meter breit, 3,10 Meter tief. Ein kleiner – 1931 eingebauter – Säffle-Zweizylinder-Zweitakt-Dieselmotor unterstützte den Segler. Er erbrachte 80 PS und wirkte auf eine Schraube. Die Besatzung bestand aus maximal 52 Mann, davon 5 Mann Stammbesatzung und einer wechselnden Zahl von Schülern, Jugendlichen oder Studenten.

## Geschichte

### Schwedischer FrachtseglerPetrea
Mit dem Stapellauf erhielt der Schoner den Namen Petrea – auch einem in Schweden seltener Frauenname. Eigentümerin der Petrea war die Reederei A R Råwall in Råå, die 28 Aktionäre als Miteigentümer aufgewiesen haben soll. Sie setzte das Schiff von 1902 bis 1934 als Frachtsegler ein. Nähere Informationen liegen nicht vor. 1931 ließ die Reederei noch den Hilfsdiesel einbauen, bevor sie das Schiff 1934 verkaufte.

### Polnisches PfadfinderschiffZawisza Czarny
1934 kaufte der Verein der polnischen Pfadfinder (Związek Harcerstwa Polskiego) den Segler für 39.000 Złotys, um ihn als Schulschiff zu verwenden. Vor der Umbenennung in Zawisza Czarny 1935 wird in der Literatur auch immer wieder der Name Harcerz („Pfadfinder“) genannt, der nur für die Überführungsfahrt nach Polen bzw. Danzig zugewiesen werden kann. Der Umbau wurde im Winter 1934/1935 unter wesentlicher Mithilfe von Pfadfindern und Studenten auf der Danziger Werft vorgenommen.
Die Umbenennung des Schiffes in Zawisza Czarny erfolgte am 29. Juni 1935. Der Name stammt von dem gleichnamigen polnischen Ritter Zawisza Czarny, der um die Wende des 14./15. Jahrhunderts lebte. Zawisza war Ritter am Hof des Königs Władysław II. Jagiełło, kam im Kampf gegen die Osmanen um und gilt in Polen als Symbol für Mut.
Heimathafen des Schiffes wurde Gdynia. Erster und einziger Kommandant des Segler wurde Mariusz Zaruski, der auch den Namen für das Schiff vorgeschlagen hatte. Die Besatzung bestand nunmehr aus maximal 52 Mann, davon bis zu sieben Mann Stammbesatzung.
Bis zum Ausbruch des Zweiten Weltkrieges unternahm die Zawisza Czarny 16 Fahrten auf Ostsee und Nordsee, auf denen sie 27 Häfen in 10 Ländern besuchte. Noch am Tag der Taufe startete die Zawisza Czarny auf ihre erste Reise, die bis zum 13. August dauerte und nach Kopenhagen, London, Antwerpen, Amsterdam führte. Auf den weiteren Fahrten, bei denen sie rund 14.000 Seemeilen zurücklegte, besuchte das Schiff unter anderem Visby, Helsinki, Tallinn, Ventspils (Lettland), Karlskrona, Visby, Haapsalu (Estland), Hanko (Finnland), Kopenhagen, Göteborg und Nakskov (Dänemark).

### SegelschulschiffSchwarzer Husarin der Kriegsmarine
Nach dem Überfall und der Besetzung Polens im September und Oktober 1939 beschlagnahmten deutsche Stellen die in Gdynia liegende Zawisza Czarny und wiesen das Schiff der Kriegsmarine zu. Diese ließ das Schiff auf der Schichau-Werft in Danzig zum Segelschulschiff umbauen. Zeitpunkt und Details des Umbaus sind jedoch unklar.
Die Umbenennung in Schwarzer Husar fand am 26. November 1940 statt. Die Namensherkunft leitet sich vom Braunschweigisches Husaren-Regiment Nr. 17 im Vorfeld der Befreiungskriege ab, zugleich gab es gleichnamige Filme: einmal ein Kriegsdrama aus dem Jahre 1915 und insbesondere einen „vaterländischen“ Historienfilm aus dem Jahr 1932, die als Namensgeber mit Pate standen.
Über die genauere Verwendung liegen nur ungesicherte Angaben vor: Ob es die Marine bis 1943 als Kadettenschulschiff nutzte, der Marine-Hitlerjugend für Ausbildungszwecke zur Verfügung stellte oder eine Abfolge dieser Angaben, bedarf einer weiteren Klärung. Gemeinsam ist den meisten Angaben, dass das Schiff ab 1943 nicht mehr genutzt worden sein soll und zusehends verfiel.

## Verbleib
Nach dem Zweiten Weltkrieg wurde das Schiff 1946 an Polen zurückgegeben. Für die Weiternutzung war der Zustand des hölzernen Schiffs inzwischen so schlecht, dass es 1947 abgewrackt wurde – allerdings nicht vollständig. Der Rumpf wurde 1949 in der Danziger Bucht versenkt. In den 90er Jahren des zwanzigsten Jahrhunderts haben Wissenschaftler des Narodowe Muzeum Morskie das Wrack wiedergefunden: Die Reste liegen in acht Metern Tiefe.